# Cliffe Woods
Cliffe Woods est un village du Kent, en Angleterre.